# Sport Auto
 (avril 2013).
Si vous disposez d'ouvrages ou d'articles de référence ou si vous connaissez des sites web de qualité traitant du thème abordé ici, merci de compléter l'article en donnant les références utiles à sa vérifiabilité et en les liant à la section « Notes et références ».
Sport Auto a été, à sa création, le premier magazine consacré au sport automobile en France. Il est fondé en 1962 par Jean Lucas et Gérard Crombac ; s'y succèdent notamment les journalistes José Rosinski (ancien pilote), Jean-François Rageys et Jean-Louis Moncet. 

## Historique
Créé en 1962, le mensuel Sport Auto fait partie des magazines qui apportent au public français, et notamment à la jeunesse, les informations sur l'actualité du sport automobile dans la période de renouveau du sport automobile français des années 1960 et 1970. Ses concurrents en fin de décennie 1960 sont les mensuels Moteurs, Virage auto, puis Échappement, ainsi que les rubriques « sport » des revues généralistes automobiles. 
Dans les années 1960, le mensuel participe à la création du Volant Shell et de l'Opération Ford-Jeunesse, tremplin pour assurer une relève française en sport-automobile.
Il accompagne ensuite l'explosion de la popularité auprès du grand public de disciplines telles que la Formule 1, les courses d'endurance (24 Heures du Mans) et les rallyes (WRC).

## Description
Dans sa version moderne, Sport Auto dispose d'un site internet, d'une application pour iPhone et iPad, d'une newsletter et d'une chaîne YouTube.
Il continue à couvrir les principales disciplines du sport-automobile, mais consacre aussi une grande partie de ses pages aux voitures sportives de luxe.